# Herrarnas tvåa utan styrman i rodd vid olympiska sommarspelen 1988
Herrarnas tvåa utan styrman i rodd vid olympiska sommarspelen 1988 avgjordes mellan den 20 och 25 september 1988.

## Medaljörer
| Gren              | Guld                                 | Silver                             | Brons                                |
| Tvåa utan styrman | Andy Holmes och Steve Redgrave (GBR) | Dănuţ Dobre och Dragoș Neagu (ROM) | Sadik Mujkič och Bojan Prešern (YUG) |

## Resultat

### Final
| Placering | Roddare                               | Land           | Tid     |
| --------- | ------------------------------------- | -------------- | ------- |
| 1         | Andy Holmes och Steve Redgrave        | Storbritannien | 6:36,84 |
| 2         | Dănuţ Dobre och Dragoș Neagu          | Rumänien       | 6:38,06 |
| 3         | Sadik Mujkič och Bojan Prešern        | Jugoslavien    | 6:41,01 |
| 4         | Alain Lewuillon och Win Van Belleghem | Belgien        | 6:45,47 |
| 5         | Carl Ertel och Uwe Gasch              | Östtyskland    | 6:48,86 |
| 6         | Igor Zuborenko och Valery Vyritj      | Sovjetunionen  | 6:51,11 |